# Park Kyu-chung
Park Kyu-chung (* 12. Juni 1924; † 2000) war ein südkoreanischer Fußballspieler.

## Karriere
Park war Teil der Mannschaft von Südkorea bei den Olympischen Spielen 1948 in London, wo er es mit seiner Mannschaft bis ins Viertelfinale schaffte. Auch war er Teil der südkoreanischen Nationalmannschaft bei der Weltmeisterschaft 1954 und wurde hier in der Gruppenphase gegen Ungarn und die Türkei eingesetzt.